# Aleksandra Natalli-Świat

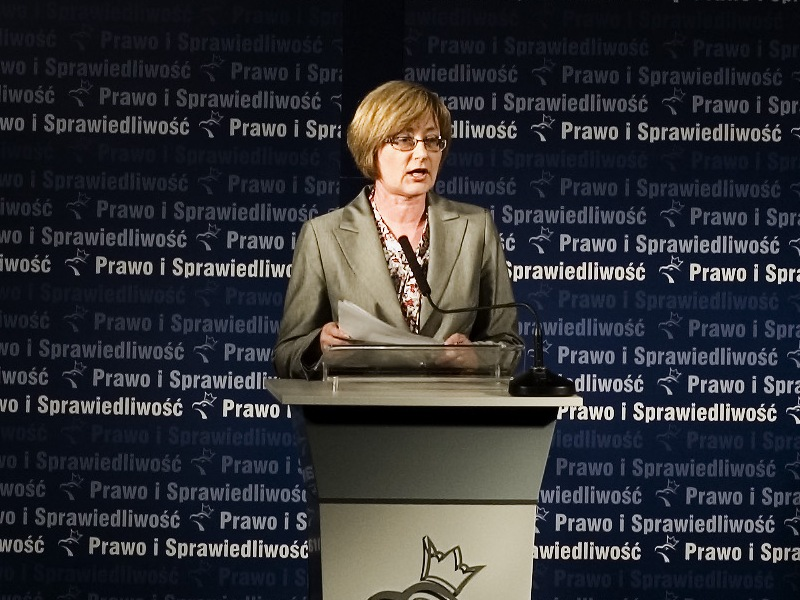
Aleksandra Natalli-Świat

Aleksandra Krystyna Natalli-Świat (* 20. Februar 1959 in Oborniki Śląskie; † 10. April 2010 in Smolensk, Russland) war eine polnische Politikerin, Ökonomin und Abgeordnete in der V. und VI. Wahlperiode des polnischen Parlaments, des Sejm.

## Leben
1982 beendete Natalli-Świat ihr Studium an der Fakultät für Betriebswirtschaft und Informatik der Akademia Ekonomiczna in Breslau. 2004 schloss sie ihr Managementstudium an der Breslauer Bankhochschule ab.
Von 1982 bis 1991 arbeitete sie als Assistentin beim polnischen Statistikamt Główny Urząd Statystyczny und bei der polnischen Wissenschaftsakademie Polska Akademia Nauk. Anschließend war sie Woiwodschafts-Inspektorin am Breslauer Woiwodschaftsamt. 1992 füllte Natalli-Świat die Funktion der stellvertretenden Direktorin eines „Fortbildungszentrums für Mitarbeiter der staatlichen Verwaltung“ (Międzywojewódzki Ośrodek Doskonalenia Kadr Administracji Państwowej) aus. Von 1996 bis 2000 arbeitete sie als leitende Spezialistin bei den städtischen Behörden in Breslau (Urząd Miejski Wrocławia). Die darauffolgenden vier Jahre hatte sie einen Sitz im städtischen Vorstand für Verkehrsunternehmen inne. Ab 2004 war sie Vizepräsidentin im Vorstand des Breslauer Freizeitbads „Centrum SPA“ (Wrocławskie Centrum SPA sp. z o.o).
In ihren studentischen Zeiten war Natalli-Świat beim unabhängigen Studentenverband Niezależne Zrzeszenie Studentów tätig. In den Neunzigerjahren war sie Mitglied der Zentrumsallianz (Poruzumienie Centrum). Anschließend war sie in der „Allianz polnischer Christdemokraten“ (Porozumienie Polskich Chrześcijańskich Demokratów, PPChD) und in der „Bewegung Neues Polen“ (SKL-Ruch Nowej Polski)  der „Konservativen Volkspartei“ (Stronnictwo Konserwatywno-Ludowe, kurz SKL) tätig. Später trat sie der Partei Recht und Gerechtigkeit (Prawo i Sprawiedliwość) bei.
2005 stand Natalli-Świat bei den polnischen Parlamentswahlen der V. Wahlperiode schließlich auf der Liste der Partei „Recht und Gerechtigkeit“ (Prawo i Sprawiedliwość) und wurde im Wahlbezirk Breslau zur Abgeordneten in den Sejm gewählt. Dort hatte sie den Vorsitz im öffentlichen Finanzausschuss (Komisja Finansów Publicznych). Bei den Parlamentswahlen 2007, wo sie 21.999 Stimmen erhielt, errang sie zum zweiten Mal ein Abgeordnetenmandat. Am 12. Januar 2008 wurde sie zur Vizeparteivorsitzenden von „Recht und Gerechtigkeit“ gewählt.
Am 10. April 2010 gehörte Aleksandra Natalli-Świat zu einer polnischen Delegation um Staatspräsident Lech Kaczyński, die anlässlich des siebzigsten Jahrestages des Massakers von Katyn zur Gedenkstätte nach Russland reisen sollte. Bei einem Flugunfall der Delegation nahe dem Militärflugplatz Smolensk-Nord kam sie jedoch gemeinsam mit weiteren hochrangigen Repräsentanten Polens ums Leben.
Postum wurde Natalli-Świat am 16. April 2010 das Komturkreuz des Ordens Polonia Restituta (Krzyż Komandorski Orderu Odrodzenia Polski) verliehen.